# Virgen del Carmen (Panama)
Virgen del Carmen ist ein Corregimiento des Bezirks Aguadulce in der Provinz Coclé in Panama. Bei der Volkszählung im Jahr 2023 hatte es 7890 Einwohner. Das Corregimiento erstreckt sich über eine Fläche von 16,4 km².
Das Corregimiento wurde durch Gesetz Nr. 59 vom 17. September 2013 geschaffen.

## Orte
Im Corregimiento Virgen del Carmen befinden sich folgende Orte:
- Barriada Los Santeños
- Cerro Morado
- Las Mineras
- Pocrí
- Residencial Cerro Morado
- Residencial La Libertad